# Сапарово
Сапа́рово (рос. Сапарово, удм. Шайтангурт) — присілок в Зав'яловському районі Удмуртії, Росія.
Знаходиться на правому березі річки Якшур, лівої притоки річки Нечкінка, у місці впадіння до Якшура його правої притоки Великий Акан, на північний схід від присілка Бабино.

## Населення
Населення — 298 осіб (2010; 277 в 2002).
Національний склад станом на 2002 рік:
- удмурти — 91 %

## Урбаноніми:[3]
- вулиці — Валлапал, Вукоболяк, Калмез, Молодіжна, Порпал, Сонячна, Соснова, Уродпал, Шорболяк